# 大阪府幼稚園の廃園一覧
大阪府幼稚園の廃園一覧（おおさかふようちえんのはいえんいちらん）は、大阪府内の廃園になった幼稚園の一覧。対象となるのは、太平洋戦争後の学制改革（1947年〈昭和22年〉）以降に廃園となった幼稚園、および分園である。園名は廃園当時のもの。廃園時に幼稚園が所在していた自治体がその後合併により消滅している場合は、現行の自治体に含める。また現在休園中の府内の幼稚園（分園）も、その多くは実質上、廃園と同じ状態にあるため参考として記載する。
（）内は、廃園になった年（休園の場合は、その措置が取られた年）である。

## 公立幼稚園

### 大阪市
- 大阪市立曽根崎幼稚園（2007年、北区）[1]
- 大阪市立泉尾幼稚園（2016年、大正区）
- 大阪市立瓜破幼稚園（2016年、平野区）
- 大阪市立津守幼稚園（2016年、西成区）
- 大阪市立中本幼稚園（2016年、東成区）
- 大阪市立堀川幼稚園（2016年、北区）

なお、2016年（平成28年）廃止の5園（堀川、泉尾、中本、瓜破、津守）は、2011年に大阪市長に就任の橋下徹の「全幼稚園の民営化」方針による条例改正案が2013年11月の大阪市会で、橋下市長が代表を務める政治団体大阪維新の会を除き、公明党・自民党・民主党など4会派の反対で14園について否決となったが、5園については了承され廃止となったため。
- 大阪市立六反幼稚園（2024年、平野区）[5]

### 堺市
- 堺市立認定こども園百舌鳥幼稚園（2019年堺市立百舌鳥こども園および堺市立こども園保育所と統合し社会福祉法人勇和会幼保連携型認定こども園百舌鳥こども園へ）[6]
- 堺市立第一幼稚園（2019年休園[7]、2021年廃園[8]）
- 堺市立八田荘幼稚園（2023年）[9]
- 堺市立北八下幼稚園（2023年）[10]
- 堺市立東陶器幼稚園（2023年）[11]
- 堺市立登美丘東幼稚園（2023年）[12]

### 岸和田市
- 岸和田市立東光幼稚園（2023年）[13]
- 岸和田市立太田幼稚園（2024年）[14]

### 豊中市
- 豊中市立さかえ幼稚園（2004年）[15]
- 豊中市立しょうじ幼稚園（2004年）[15]
- 豊中市立せんなり幼稚園（せんなりこども園へ移行後、2021年廃園[16]）

### 池田市
- 池田市立緑丘幼稚園（2004年）[17]

### 吹田市
- 吹田市立山田第一幼稚園〈旧〉（2015年吹田市立認定こども園山田第一幼稚園〈新〉へ移行）[18]
- 吹田市立佐竹台幼稚園〈旧〉（2016年吹田市立認定こども園佐竹台幼稚園〈新〉へ移行）[19]
- 吹田市立山田第三幼稚園〈旧〉（2017年吹田市立認定こども園山田第三幼稚園〈新〉へ移行）[20]
- 吹田市立吹田第一幼稚園〈旧〉（2017年吹田市立認定子ども園吹田第一幼稚園〈新〉へ移行）[21]
- 吹田市立千里第二幼稚園〈旧〉（2018年吹田市立認定こども園千里第二幼稚園〈新〉へ移行）[22]
- 吹田市立岸部第一幼稚園〈旧〉（2018年吹田市立認定こども園岸部第一幼稚園〈新〉へ移行）[23]
- 吹田市立豊津第一幼稚園〈旧〉（2018年吹田市立認定こども園豊津第一幼稚園〈新〉へ移行）[24]
- 吹田市立千里新田幼稚園（2022年幼保連携型認定こども園千里新田こども園へ移行）[25]
- 吹田市立江坂大池幼稚園（2022年幼保連携型認定こども園江坂大池こども園へ移行）[26]

### 泉大津市
- 泉大津市立浜幼稚園（2019年）[27]
- 泉大津市立条東幼稚園（2022年条東保育所と統合し社会福祉法人不易創造館認定こども園条東こども園へ）[28]

### 高槻市
- 高槻市立如是幼稚園（1988年）[29]
- 高槻市立桃園幼稚園（1988年）[29]
- 高槻市立川西幼稚園（1988年）[29]
- 高槻市立大冠幼稚園（1988年）[29]
- 高槻市立柳川幼稚園（1988年）[29]
- 高槻市立北大冠幼稚園（1988年）[29]
- 高槻市立赤大路幼稚園（1988年）[29]
- 高槻市立冠幼稚園（1988年）[29]
- 高槻市立寿栄幼稚園（1988年）[29]
- 高槻市立堤幼稚園（1988年）[29]
- 高槻市立竹の内幼稚園（1988年）[29]
- 高槻市立安岡寺幼稚園（1988年）[29]
- 高槻市立若松幼稚園（1988年）[29]
- 高槻市立丸橋幼稚園（1988年）[29]
- 高槻市立奥坂幼稚園（1988年）[29]
- 高槻市立芥川幼稚園真上分室（1988年）[29]
- 高槻市立うの花養護幼稚園（2003年）[29]
- 高槻市立桜台幼稚園（2015年桜台認定こども園へ移行）[29]
- 高槻市立柱本幼稚園（2019年廃園[29]、2020年三箇牧幼稚園と統合し高槻市立三箇牧認定こども園へ[30]）
- 高槻市立三箇牧幼稚園（2020年柱本幼稚園と統合し三箇牧認定こども園へ）[30]
- 高槻市立五領幼稚園（2020年上牧幼稚園および五領保育所と統合し高槻市立五領認定こども園へ）[30]
- 高槻市立上牧幼稚園（2020年五領幼稚園および五領保育所と統合し五領認定こども園へ）[30]
- 高槻市立清水幼稚園（2020年社会福祉法人照治福祉会清水認定こども園へ）[30]
- 高槻市立磐手幼稚園（2020年社会福祉法人山永福祉会いわてこども園となり、2022年にじいろの森こどもえんへ改称）[30]
- 高槻市立日吉台幼稚園〈旧〉（2020年社会福祉法人博乃会認定こども園日吉台幼稚園〈新〉へ）[30]
- 高槻市立樫田幼稚園（2022年休園）[29]
- 高槻市立富田幼稚園（2023年富田保育所と統合し社会福祉法人高槻市社会福祉協議会富田認定こども園へ）[31]

### 貝塚市
- 貝塚市立東幼稚園（2022年6月30日）[32]
- 貝塚市立木島西幼稚園（2023年）[33]

### 守口市
- 守口市立とうだ幼稚園（2016年）[34]
- 守口市立おおくぼ幼稚園（2016年）[34]
- 守口市立にわくぼ幼稚園（2016年）[34]
- 守口市立やくも幼稚園（2017年）[34]
- 守口市立とうこう幼稚園（2018年）[34]

### 枚方市
- 枚方市立殿山第二幼稚園（2015年）[35]
- 枚方市立津田幼稚園（2015年）[35]
- 枚方市立桜丘幼稚園（2015年）[35]
- 枚方市立樟葉南幼稚園（2015年）[35]
- 枚方市立さだ西幼稚園（2021年）[36]

### 茨木市
- 茨木市立三島幼稚園（1991年）[37]
- 茨木市立中条幼稚園（1991年）[37]
- 茨木市立桑田幼稚園（1991年）[37]
- 茨木市立葦原幼稚園（1991年）[37]
- 茨木市立玉櫛幼稚園（1991年）[37]
- 茨木市立豊川幼稚園（1991年）[37]
- 茨木市立清渓幼稚園（2004年）[37]
- 茨木市立北辰幼稚園（2009年休園[37]、2023年廃園[38]）
- 茨木市立東幼稚園（2013年）[37]
- 茨木市立茨木幼稚園（2017年茨木市立茨木こども園へ移行）[37]
- 茨木市立福井幼稚園（2017年茨木市立福井こども園へ移行）[37]
- 茨木市立西幼稚園（2017年茨木市立西こども園へ移行）[37]
- 茨木市立太田幼稚園（2017年茨木市立太田こども園へ移行）[37]
- 茨木市立水尾幼稚園（2017年茨木市立水尾こども園へ移行）[37]

### 八尾市
- 八尾市立北山本幼稚園（2019年）[39]
- 八尾市立用和幼稚園（2019年）[39]
- 八尾市立久宝寺幼稚園（2019年）[39]
- 八尾市立美園幼稚園（2019年）[39]
- 八尾市立永畑幼稚園（2019年）[39]
- 八尾市立大正幼稚園（2019年）[39]
- 八尾市立八尾幼稚園（2019年）[39]
- 八尾市立高美幼稚園（2019年）[39]
- 八尾市立曙川幼稚園（2019年）[39]
- 八尾市立山本幼稚園（2019年）[39]
- 八尾市立西山本幼稚園（2019年）[39]
- 八尾市立高安幼稚園（2019年）[39]
- 八尾市立志紀幼稚園（2019年弓削保育所と統合し[39]八尾市立志紀おおぞらこども園へ）[注釈 2]
- 八尾市立南山本幼稚園（2019年山本南保育所と統合し[39]八尾市立南山本せせらぎこども園へ）[注釈 3]
- 八尾市立東山本幼稚園（2019年堤保育所と統合し[39]八尾市立東山本わかばこども園へ）[注釈 4]
- 八尾市立長池幼稚園（2019年西郡保育所と統合し[39]八尾市立西郡そよかぜこども園へ）[注釈 5]
- 八尾市立安中幼稚園（2019年安中保育所と統合し[39]八尾市立安中ひかりこども園へ）[注釈 6]
- 八尾市立南高安幼稚園（2021年）[40]
- 八尾市立用和幼稚園（2021年）[41]
- 八尾市立龍華幼稚園（2021年）[42]

### 泉佐野市
- 泉佐野市立小桜幼稚園

### 富田林市
- 富田林市立東条幼稚園（2019年）[43]
- 富田林市立板持幼稚園（2019年）[43]
- 富田林市立喜志西幼稚園（2019年）[43]
- 富田林市立新堂幼稚園（2021年）[43]
- 富田林市立川西幼稚園（2021年）[43]
- 富田林市立伏山台幼稚園（2021年）[43]
- 富田林市立彼方幼稚園（2021年）[43]

### 寝屋川市
- 寝屋川市立木屋幼稚園（2008年）
- 寝屋川市立明徳幼稚園（2008年）
- 寝屋川市立堀溝幼稚園（2008年）
- 寝屋川市立池田幼稚園（2014年すみれ保育所と統合し民営化され池田すみれこども園となり、2022年エールこども園へ改称）[44]
- 寝屋川市立神田幼稚園（2020年寝屋川市立南幼稚園へ統合）[45]

### 河内長野市
- 河内長野市立三日市幼稚園（2021年休園[46]、2023年9月30日廃園[47]）

### 松原市
- 松原市立恵我幼稚園（2019年休園[48]、2020年廃園[49]）
- 松原市立松原幼稚園（2021年第1保育所などと統合し松原市立わかばこども園へ）[50]
- 松原市立松原西幼稚園（同上）[50]
- 松原市立まつかぜ幼稚園（同上）[50]

### 大東市
- 大東市立北条幼稚園（2022年大東市立北条保育所と統合し大東市立北条こども園へ）[51]

### 和泉市
- 和泉市立南池田幼稚園（1988年休園、1990年廃園）[52]
- 和泉市立南松尾幼稚園（2006年休園、2007年廃園）[52]
- 和泉市立横山幼稚園（2015年）[52]
- 和泉市立幸幼稚園（2016年）[52]
- 和泉市立伯太幼稚園（2021年）[53]

### 箕面市
- 箕面市立とどろみ幼稚園（2011年。代わりに「みすず学園森町幼稚園」が開園）
- 箕面市立ひがし幼稚園（2016年[54]）
- 箕面市立なか幼稚園（2024年）[55]

### 柏原市
- 柏原市立柏原西幼稚園（2021年柏原保育所と統合し柏原市立かしわらこども園へ）[56]
- 柏原市立玉手幼稚園（2021年円明保育所と統合し柏原市立こくぶこども園へ）[56]
- 柏原市立国分幼稚園（2021年国分保育所と統合し柏原市立こくぶこども園へ）[56]
- 柏原市立堅下幼稚園（2022年）[57]

### 羽曳野市
- 羽曳野市立高鷲北幼稚園（2020年）[58]
- 羽曳野市立恵我之荘幼稚園（2022年）[58]
- 羽曳野市立西浦東幼稚園（2022年）[58]
- 羽曳野市立丹比幼稚園（2022年）[58]
- 羽曳野市立白鳥幼稚園（2023年）[58]

### 門真市
- 門真市立浜町幼稚園（2014年）
- 門真市立北巣本幼稚園（2014年）

### 摂津市
- 摂津市立とりかい幼稚園（2021年摂津市立鳥飼保育所と統合し摂津市立とりかいこども園へ）[59]
- 摂津市立せっつ幼稚園（2022年社会福祉法人桃林会遊育園認定こども園へ移行）[60]

### 高石市
- 高石市立取石幼稚園（2011年高石市立取石保育所と統合し民営化され取石認定こども園へ）[61]
- 高石市立高石幼稚園（2013年）[62]
- 高石市立羽衣幼稚園（2014年）[62]
- 高石市立高陽幼稚園（2019年）
- 高石市立北幼稚園（2019年）

### 藤井寺市
- 藤井寺市立藤井寺北幼稚園（2021年藤井寺市立藤井寺幼稚園へ統合）[63]
- 藤井寺市立道明寺幼稚園（2023年第2保育所と統合し藤井寺市立道明寺こども園へ）[64]

### 東大阪市
- 東大阪市立縄手南幼稚園（2017年縄手幼稚園および六万寺保育所と統合し[65]東大阪市立縄手南こども園へ）
- 東大阪市立縄手幼稚園（2017年縄手南幼稚園および六万寺保育所と統合し[65]縄手南こども園へ）
- 東大阪市立北宮幼稚園（2017年成和幼稚園と統合し[65]東大阪市立北宮こども園へ）
- 東大阪市立成和幼稚園（2017年北宮幼稚園と統合し[65]北宮こども園へ）
- 東大阪市立玉串幼稚園（2017年東大阪市立若江幼稚園へ統合）[65]
- 東大阪市立小阪幼稚園（2017年金岡保育所などと統合し[65]東大阪市立小阪こども園へ）
- 東大阪市立菱屋西幼稚園（同上）[65]
- 東大阪市立意岐部幼稚園（同上）[65]
- 東大阪市立高井田幼稚園（同上）[65]
- 東大阪市立弥刀東幼稚園（2017年長瀬西幼稚園へ統合）[65]
- 東大阪市立長瀬西幼稚園（2020年大蓮保育所と統合し[65]東大阪市立大蓮こども園へ）[66]
- 東大阪市立孔舎衙幼稚園（2020年石切保育所と統合し[65]東大阪市立孔舎衙こども園へ）[66]
- 東大阪市立岩田幼稚園（2020年東大阪市立岩田こども園へ移行）[66]
- 東大阪市立縄手北幼稚園（2020年）[66]
- 東大阪市立池島幼稚園（2020年）[66]

### 泉南市
- 泉南市立樽井幼稚園（2011年）[67]
- 泉南市立信達幼稚園（2011年）[67]
- 泉南市立新家幼稚園（2011年）[67]
- 泉南市立鳴滝幼稚園（2011年）[67]
- 泉南市立雄信幼稚園（2011年）[67]
- 泉南市立西信達幼稚園（2011年）[67]
- 泉南市立東幼稚園（2011年）[67]
- 泉南市立一丘幼稚園（2011年）[67]
- 泉南市立新家南幼稚園（2011年）[67]

### 四條畷市
- 四條畷市立えせび幼稚園（2013年）
- 四條畷市立あおぞら幼稚園（2017年四條畷市立忍ケ丘保育所と統合し四條畷市立忍ケ丘あおぞらこども園へ）[68]

### 大阪狭山市
- 大阪狭山市立北幼稚園（2005年大阪狭山市立東野幼稚園へ統合）[69]
- 大阪狭山市立南第三幼稚園（2015年大阪狭山市立第2保育所と統合し大阪狭山市立こども園へ）[70]

### 阪南市
- 阪南市立はあとり幼稚園〈旧〉（2022年統合により阪南市立はあとり幼稚園〈新〉へ）[71]
- 阪南市立尾崎幼稚園（同上）[71]
- 阪南市立朝日幼稚園（同上）[71]

### 泉北郡
- 忠岡町立東忠岡幼稚園（2023年忠岡町立東忠岡保育所と統合し忠岡町立東忠岡こども園へ）[72]

### 泉南郡
- 田尻町立幼稚園（2023年[73]田尻町立認定こども園たじりエンゼル[74]へ移行）

## 私立幼稚園

### 大阪市
- 東平幼稚園（2009年、中央区）
- 美農里幼稚園（2010年、住吉区）[75]
- 旭清水幼稚園（2012年、旭区）[76]
- 小路幼稚園（2012年、生野区）[77]
- 恵泉幼稚園（2013年、旭区）[78]
- ひじり幼稚園〈旧〉（2013年認定こども園ひじり幼稚園〈新〉へ移行、淀川区）[79]
- 関目聖マリア幼稚園〈旧〉（2013年認定こども園関目聖マリア幼稚園となり、2015年幼保連携型認定こども園関目聖マリア幼稚園〈新〉へ移行、城東区）[80]
- 顕信幼稚園（2014年、東淀川区）[81]
- 長池幼稚園（2015年ながいけ認定こども園へ移行、阿倍野区）[82]
- 勝山愛和第一幼稚園〈旧〉（2015年[83]幼保連携型認定こども園勝山愛和第一幼稚園〈新〉へ移行、生野区）
- 勝山愛和第二幼稚園〈旧〉（2015年[83]幼保連携型認定こども園勝山愛和第二幼稚園〈新〉へ移行、生野区）
- 勝山愛和第三幼稚園〈旧〉（2015年[83]幼保連携型認定こども園勝山愛和第三幼稚園〈新〉へ移行、生野区）
- 勝山愛和第四幼稚園〈旧〉（2015年[83]幼保連携型認定こども園勝山愛和第四幼稚園〈新〉へ移行、東住吉区）
- 今川幼稚園〈旧〉（2015年[83]幼保連携型認定こども園今川幼稚園〈新〉へ移行、東住吉区）
- 御崎幼稚園（2015年認定こども園みさきようちえんへ移行、住吉区）[84]
- 桃谷幼稚園（2017年、生野区）[85]
- 御幣島幼稚園〈旧〉（2017年[86]幼保連携型認定こども園御幣島幼稚園〈新〉へ移行、西淀川区）
- すみれ幼稚園〈旧〉（2017年幼保連携型認定こども園すみれ幼稚園〈新〉へ移行、生野区）[87]
- 喜連幼稚園〈旧〉（2018年[88]認定こども園喜連幼稚園〈新〉へ移行、平野区）
- グレース幼稚園〈旧〉（2018年[89]幼保連携型認定こども園グレース幼稚園〈新〉へ移行、阿倍野区）
- 金塚幼稚園〈旧〉（2018年認定こども園金塚幼稚園〈新〉へ移行、阿倍野区）[90]
- 文の里幼稚園〈旧〉[91]（2019年幼保連携型認定こども園文の里幼稚園〈新〉へ移行、阿倍野区）[92]
- 学校法人博愛社学園幼稚園（2019年10月1日社会福祉法人博愛社幼保連携型認定こども園博愛社こども園へ移行）[93]
- 塚本幼稚園（2021年、淀川区）[94]
- 淡路幼稚園〈旧〉（2021年幼保連携型認定こども園淡路幼稚園〈新〉へ移行、東淀川区）[95]
- 喜連東幼稚園〈旧〉（2022年[96]認定こども園喜連東幼稚園〈新〉へ移行、平野区）

### 堺市
- 桃山台幼稚園（2013年）[78]
- 湊はなぞの幼稚園〈旧〉（2015年[83]幼保連携型認定こども園湊はなぞの幼稚園〈新〉へ移行）
- 湊幼稚園（2015年[83]幼保連携型認定こども園湊つばさ幼稚園へ移行）
- 青英幼稚園〈旧〉（2015年[83]幼保連携型認定こども園青英幼稚園〈新〉へ移行）
- 諏訪森幼稚園〈旧〉（2015年[83]幼保連携型認定こども園諏訪森幼稚園〈新〉へ移行）
- 泉光幼稚園（2015年[83]幼保連携型認定こども園せんこう幼稚園へ移行）[97]
- たけしろ幼稚園〈旧〉（2016年認定こども園たけしろ幼稚園〈新〉へ移行）[98]
- あおい幼稚園〈旧〉（2017年認定こども園あおい幼稚園〈新〉へ移行）[99]
- 菩提幼稚園〈旧〉（2017年[86]幼保連携型認定こども園菩提幼稚園〈新〉へ移行）
- 鈴の宮幼稚園〈旧〉（2018年[89]幼保連携型認定こども園鈴の宮幼稚園〈新〉へ移行）
- 晴美台幼稚園〈旧〉（2019年5月幼保連携型認定こども園晴美台幼稚園〈新〉へ移行）[100]

### 岸和田市
- 春木カトリック幼稚園〈旧〉（2019年認定こども園春木カトリック幼稚園〈新〉へ移行）[101]

### 豊中市
- あけぼの幼稚園〈旧〉（2009年幼保連携型認定こども園あけぼの幼稚園あけぼのっこ保育園となり、2016年あけぼの保育園を分離し幼稚園型認定こども園あけぼの幼稚園へ変更）[102]
- 城山幼稚園[103]（2010年）[75]
- 千草幼稚園[103]（2010年）[75]
- 庄内幼稚園[103]（2010年認定こども園庄内幼稚園となり、2015年認定こども園庄内たちばな保育園と統合し幼保連携型認定こども園庄内こどもの杜幼稚園へ）[104]
- 螢池高木幼稚園[103]（2011年）[105]
- 豊南幼稚園（2015年豊南みどり保育園と統合しほうなん子ども園へ）[106]
- せんりひじり幼稚園〈旧〉（2015年[83]幼保連携型認定こども園せんりひじり幼稚園〈新〉へ移行）
- 仏光幼稚園（2015年認定こども園ぶっこう幼稚園へ移行）[107]
- 追手門学院幼稚園〈旧〉（2015年幼保連携型認定こども園追手門学院幼稚園〈新〉へ移行）[108]
- 豊中愛光幼稚園〈旧〉（2015年幼保連携型認定こども園豊中愛光幼稚園〈新〉へ移行）[109]
- ぶっこう幼稚園〈旧〉（2015年幼保連携型認定こども園ぶっこう幼稚園〈新〉へ移行）[110]
- 蛍池文化幼稚園〈旧〉（2015年幼稚園型認定こども園蛍池文化幼稚園〈新〉へ移行）[111]
- 熊野田幼稚園〈旧〉（2018年幼保連携型認定こども園熊野田幼稚園〈新〉へ移行）[112]
- 服部みどり幼稚園〈旧〉（2022年幼稚園型認定こども園服部みどり幼稚園〈新〉へ移行）[113]
- 服部幼稚園〈旧〉（2024年幼稚園型認定こども園服部幼稚園〈新〉へ移行）[114]

### 池田市
- 池田教会幼稚園（1993年）[115]
- 呉服之森幼稚園（2010年）[116]
- 宣真幼稚園（2015年[83]宣真認定こども園へ移行）
- 亀之森幼稚園〈旧〉（2017年幼保連携型認定こども園亀之森幼稚園〈新〉へ移行）[117]
- 池田旭丘幼稚園〈旧〉（2018年幼保連携型認定こども園池田旭丘幼稚園・いけだあさひがおか乳児園〈新〉へ移行）[118]

### 吹田市
- 竹見台幼稚園
- 千里山グレース幼稚園〈旧〉（2019年[91]認定こども園千里山グレース幼稚園〈新〉へ移行）

### 高槻市
- 高槻幼稚園（2015年いまむらこどもえんへ移行〉[119]
- 高槻双葉幼稚園〈旧〉（2017年幼稚園型認定こども園高槻双葉幼稚園〈新〉へ移行）[120]
- 平安女学院大学附属幼稚園（2019年平安女学院大学附属こども園へ移行）[121]

### 貝塚市
- 木島幼稚園〈旧〉（2015年[83]認定こども園木島幼稚園〈新〉へ移行）
- こぎ幼稚園〈旧〉（2018年幼保連携型認定こども園こぎ幼稚園〈新〉へ移行）[122]
- 清児幼稚園（2023年）[123]

### 守口市
- 大阪国際大和田幼稚園〈旧〉（2015年[83]幼保連携型認定こども園大阪国際大和田幼稚園〈新〉へ移行）
- 御幸幼稚園〈旧〉（2015年幼保連携型認定こども園御幸幼稚園・さくらんぼ保育園〈新〉へ移行）[124]
- 金田幼稚園〈旧〉（2017年[86]認定こども園金田幼稚園〈新〉へ移行）
- 三郷幼稚園〈旧〉（2017年[86]認定こども園三郷幼稚園〈新〉へ移行）

### 枚方市
- 勝山愛和香里ヶ丘幼稚園〈旧〉（2015年[83]幼保連携型認定こども園勝山愛和香里ヶ丘幼稚園〈新〉へ移行）
- 春日丘幼稚園〈旧〉（2015年[83]認定こども園春日丘幼稚園〈新〉へ移行）
- 鴻池第二幼稚園〈旧〉（2015年幼保連携型認定こども園鴻池第二幼稚園〈新〉へ移行）[125]
- 鴻池第三幼稚園〈旧〉（2015年幼保連携型認定こども園鴻池第三幼稚園〈新〉へ移行）[126]
- うみのほし幼稚園〈旧〉（2015年幼保連携型認定こども園うみのほし幼稚園〈新〉へ移行）[127]
- 第2ローズ幼稚園（2022年）[128]
- 浄幼稚園（2022年）[129]

### 富田林市
- 大谷幼稚園（2019年大阪狭山市に移転し大谷さやまこども園へ移行）[130]

### 寝屋川市
- 香里幼稚園〈旧〉（2017年幼保連携型認定こども園香里幼稚園〈新〉へ移行）[131]
- 旭学園第二幼稚園〈旧〉（2018年幼保連携型認定こども園旭学園第二幼稚園〈新〉へ移行）[132]
- やまなみ幼稚園〈旧〉（2018年[89]幼保連携型認定こども園やまなみ幼稚園〈新〉へ移行）
- 三井中央幼稚園〈旧〉（2023年認定こども園三井中央幼稚園〈新〉へ移行）[123]

### 河内長野市
- 勝山愛和青葉台幼稚園〈旧〉（2015年[83]幼保連携型認定こども園勝山愛和青葉台幼稚園〈新〉へ移行）
- 清教学園幼稚園〈旧〉（2017年幼稚園型認定こども園清教学園幼稚園となり、2022年幼保連携型認定こども園清教学園幼稚園〈新〉へ移行）[133]

### 大東市
- 専応寺幼稚園（2011年）[105]

### 和泉市
- 新光明池幼稚園〈旧〉（2015年幼保連携型認定こども園新光明池幼稚園〈新〉へ移行）[134]
- あいしゅう幼稚園〈旧〉（2015年幼保連携型認定こども園あいしゅう幼稚園〈新〉へ移行）[135]
- 上代幼稚園〈旧〉（2015年[83]幼保連携型認定こども園上代幼稚園〈新〉へ移行）
- 鶴山台国際幼稚園（2021年鶴山台国際認定こども園へ移行）[136]
- 鶴山台明徳幼稚園（2021年鶴山台明徳認定こども園へ移行）[136]

### 箕面市
- 箕面天使幼稚園（2010年）[137]
- 牧落幼稚園〈旧〉（2015年[83]幼保連携型認定こども園牧落幼稚園〈新〉へ移行）
- 聖母被昇天学院幼稚園〈初代〉（2015年幼保連携型認定こども園聖母被昇天学院幼稚園〈2代目〉となり、2018年こども園アサンプション国際幼稚園へ改称〉

### 門真市
- だいわ幼稚園（2019年）[138]

### 高石市
- 伽羅橋幼稚園
- せいこう幼稚園〈旧〉（2015年認定こども園せいこう幼稚園〈新〉へ移行）[98]
- 浜寺幼稚園〈旧〉（2015年[83]幼保連携型認定こども園浜寺幼稚園〈新〉へ移行）

### 藤井寺市
- 藤井寺カトリック幼稚園〈旧〉（2018年認定こども園藤井寺カトリック幼稚園〈新〉へ移行）[139]

### 東大阪市
- 花園幼稚園北分園（1965年）[140]
- 近畿大学附属幼稚園分園（1968年）[141]
- 近畿大学附属幼稚園（2010年奈良県奈良市へ移転）[141]
- 松葉幼稚園〈旧〉（2015年認定こども園松葉幼稚園〈新〉へ移行）[142]
- 鴻池学園幼稚園〈旧〉（2015年幼保連携型認定こども園鴻池学園幼稚園〈新〉へ移行）[143]
- 源氏ケ丘幼稚園〈旧〉（2015年[83]幼保連携型認定こども園源氏ケ丘幼稚園〈新〉へ移行）
- 枚岡カトリック幼稚園〈旧〉（2017年認定こども園枚岡カトリック幼稚園〈新〉へ移行）[144]
- 長栄幼稚園〈旧〉（2017年幼保連携型認定こども園長栄幼稚園〈新〉へ移行）[145]
- 枚岡カトリック幼稚園〈旧〉（2017年幼保連携型認定こども園枚岡カトリック幼稚園〈新〉へ移行）[146]
- 八戸の里幼稚園〈旧〉（2017年[86]幼保連携型認定こども園八戸の里幼稚園〈新〉へ移行）
- 桃の里幼稚園〈旧〉（2018年[89]認定こども園桃の里幼稚園〈新〉へ移行）
- 花園幼稚園〈旧〉（2019年幼保連携型認定こども園花園幼稚園〈新〉へ移行）[140]

### 泉南市
- 砂川幼稚園〈旧〉（2019年認定こども園砂川幼稚園〈新〉へ移行）[147]

### 交野市
- 高岡幼稚園〈旧〉（2021年[148]幼保連携型認定こども園高岡幼稚園〈新〉へ移行）

### 豊能郡
- みどり丘幼稚園〈旧〉（2015年[83]認定こども園みどり丘幼稚園〈新〉へ移行）

### 泉南郡
- フレンド幼稚園〈旧〉（2019年幼保連携型認定こども園フレンド幼稚園〈新〉へ移行）[149]